# Marxa mundial per la pau i la no-violència
El 15 de novembre de 2008 a Punta de Vacas (Mendoza, Argentina), Rafael de la Rubia va presentar oficialment la Marxa mundial per la pau i la no-violència.
En aquesta ocasió va informar que la Marxa mundial començarà a Nova Zelanda el 2 d'octubre de 2009, dia aniversari del naixement de Gandhi i declarat per la Nacions Unides dia Internacional de la No-Violència. Finalitzarà als Andes, a Punta de Vacas al peu de la Muntanya Aconcagua el 2 de gener de 2010. Durant aquests 90 dies, passarà per més de 90 països i 100 ciutats, als cinc continents. Cobrirà una distància de 160.000 km per terra. Alguns trams es recorreran per mar i per aire. Passarà per tots els climes i estacions, des de l'estiu tòrrid de zones tropicals i el desert, fins a l'hivern siberià. Les etapes més llargues seran l'americana i l'asiàtica, ambdues de gairebé un mes. Un equip base permanent de cent persones de diferents nacionalitats farà el recorregut complet.
Es tracta d'un projecte de Món sense Guerres, una organització internacional que treballa des de fa 15 anys en el camp del pacifisme i la no-violència.
Segons De la Rubia (coordinador internacional), és una iniciativa que busca sensibilitzar sobre el perill nuclear i l'avenç que significaria el desarmament progressiu i proporcional a tots els països. "És sabut per dades de Nacions Unides que la gana del món pot resoldre's amb el 10 per cent del que es gasta actualment en armament", va recordar.
"Instal·lar el tema del perill de mort que depèn sobre la humanitat, promoure la difusió de la cultura de la no-violència, intercanviar propostes de solució a la fam i la desnutrició i concertar amb una bona part de la població mundial el contacte permanent darrere la pau, són aspiracions que es poden concretar en fets com a conseqüència d'aquesta empresa". Així ho creuen els organitzadors.
Al seu pas per les diferents ciutats, els activistes conviden a la participació en els diferents encontres, fòrums, festivals, concerts, expressions culturals, esportives, artístiques, musicals i educatives que es realitzin al seu pas.
Abans de la seva presentació oficial, la marxa ja comptava amb l'adhesió de notables, entitats, municipis i universitats. Noms com el de la presidenta de Xile Michelle Bachelet; el dels escriptors José Saramago i Eduardo Galeano; Arun Gandhi, net de Mahatma Gandhi; músics com Joan Manuel Serrat, Ana Belén, Juanes; del mestre Zubin Mehta; de l'astronauta Pedro Duque; de l'activista de la cultura de la pau Federico Mayor Zaragoza; es troben entre les adhesions registrades al lloc oficial de la marxa.